# Осада Гаэты (1806)
Осада Гаэты — осада Гаэты французскими войсками под командованием Андре Массены в феврале — июле 1806 года во время французского вторжения в Неаполитанское королевство.
Гаэта была одной из мощнейших крепостей Европы. 10 февраля 1806 года части Армии Неаполя (Armee du Naples) под командованием маршала Массены атаковали цитадель Гаеты, но потерпели неудачу, причём при штурме был убит бригадный генерал Гриньи.
Затем, 26 февраля 1806 года, французские войска численностью сначала около 3 000 человек, а затем численностью около 12 000 человек под командованием генерала Гиот де Лакура осадили крепость. Её оборонял неаполитанский гарнизон под командованием генерал-лейтенанта принца Гессена-Филиппшталя. На предложение о капитуляции принц заявил: «Гаэта — не Ульм, а Филипстальский — не Мак».
Неаполитанский гарнизон крепости сначала не превышал 3 000 человек, но, имея, при посредстве британской эскадры контр-адмирала Сидни Смита, свободное сообщение морем с Сицилией, был доведён потом до 6 500 человек. На вооружении крепости было 178 орудий.
Гарнизон крепости держал оборону пять месяцев, помешав Массене направить подкрепления в Калабрию против британских экспедиционных войск генерала Джона Стюарта. Ведение осадных работ сильно затруднялось каменистой почвой; однако, к началу июля французы построили до 28 осадных батарей, из которых затем в течение 11 дней бомбардировали крепость и произвели несколько обвалов в её ограде; одновременно они повели из второй параллели подступы по обеим сторонам существовавшей ещё тогда на перешейке возвышенности Монте-Секко (она была срыта после этой осады). Неаполитанский гарнизон, ободряемый своим неустрашимым и деятельным комендантом, энергично отвечал на огонь осадных батарей, прибегая к частым вылазкам.
В ходе осады принц Гессен-Филиппшталь был тяжело ранен и отправлен на Сицилию на британском корабле, после чего его преемник полковник Гоц подписал 19 июля 1806 года акт о капитуляции. Неаполитанский гарнизон, выпущенный с оружием, воинскими почестями и обязательством не сражаться в течение года, отплыл на Сицилию.
При осаде Гаеты французы потеряли около 1 000 человек убитыми и ранеными; неаполитанцы — также около 1 000 человек.
После падения крепости из Гаеты было образовано герцогство в составе Неаполитанского королевства, переданное в управление графу Империи Годену, награждённому 15 августа 1809 года титулом герцога Гаетского.